# 삼진제약
삼진제약(三進製藥)은 대한민국의 의약품 제조회사이다.

## 연혁
- 1968년 4월 대한장기약품㈜ 인수, 삼진제약 전신인 삼진상사 설립
- 1972년 11월 기존 사명을 삼진상사 현재 사명을 삼진제약㈜으로 변경
- 1974년 10월 염증치료제 마로닌 발매
- 1976년 7월 삼진장학회 발족
- 1976년 9월 요도염치료제 옥소시드 발매
- 1976년 10월 중풍치료제 라세탐 발매
- 1977년 3월 주 5일 근무제 실시
- 1977년 5월 두통약 게보나 발매
- 1979년 3월 두통약 게보린 재발매
- 1980년 3월 생리적 물질의 위십이장궤양치료제 우가론 발매
- 1981년 1월 간질환치료제 헤록스 발매
- 1983년 3월 재무부 장관 표창수상 (모범납세부문)
- 1984년 3월 직장 새마을금고 설립
- 1984년 5월 소염진통제 메픽스 출시
- 1984년 10월 ('84)생산성대상 수상
- 1985년 3월 대통령표창 수상 (모범상부문/NO.62408)
- 1985년 3월 동결건조방식으로 탄생된 국내최초 로얄제리제제 로제톤 출시
- 1985년 6월 삼진제약 부설 중앙연구소 설립 밎 인가 (과학기술처)
- 1985년 10월 삼진제약의 건강보조식품 계열사 삼진케미㈜ 설립
- 1985년 11월 KGMP 향남공장 준공
- 1986년 12월 중앙연구소 병역특례대상 연구기관 선정 (NO.770)
- 1987년 3월 K.G.M.P 실시 적격업소 지정 (보사부NO.19호)
- 1988년 5월 기업공개 (주식신규상당, 당시자본금 30억원)
- 1988년 10월 향남공장 무인자동화창고 준공
- 1989년 11월 건강보조식품 계열사 기존 사명을 삼진케미㈜에서 일진제약㈜으로 사명 변경
- 1993년 10월 생약성분의 신경약제 안정액 출시
- 1996년 5월 철탑산업훈장 수훈 (노사화합부문 NO. 1179호)
- 1997년 7월은탑산업훈장 수훈 (중소기업부문 NO. 502호)
- 1999년 7월 AIDS 치료제 미국 특허 취득, Y2K인증 (한국능률협회)
- 1999년 11월 'Consumer News' 주관 진통제부문 소비자 선호도 1위에 '게보린' 선정
- 2007년 4월 건강기능식품 제조업체 일진제약㈜ 계열분리, 코스맥스㈜로 매각
- 2013년 3월 삼진제약이 K.G.M.P 인증받은 청주 오송공장 준공
- 2022년 12월 삼진제약 오송공장이 안전보건경영시스템 ISO45001 인증 획득 (시스템코리아인증원)
- 2024년 8월 위씨헬시가 인천의 야구구단인 SSG랜더스과 함께하는 하루엔진 이뮨부스터샷 데이 진행 (8월 28일 ~ 8월 31일까지 진행)
- 2025년 3월 대한민국의 KBO리그을 운영하는 한국야구위원회와 디지털 스폰서쉽 계약체결

## 주요 제품

### 일반의약품
- 게보린정
- 게보린 소프트 연질캡슐
- 게보린쿨다운정
- 안정액
- 안정엑스
- 겔마
- 돌체락시럽
- 레피즈캡슐

### 의약외품
- 원더세이프 황사방역마스크 / 비말차단마스크 / 컬러마스크
- 원더세이프 비데티슈, 항균티슈, 노즈케어티슈

### 건강기능식품
- 위시헬씨 (제조원 : ㈜네이처텍, 코스맥스엔비티㈜, 콜마비앤에이치㈜ )

### 기타제품
- ABH+ 스누아토크림
- 심플로그(simplog) 클렌징밤 / 선블럭SPF35 PA+++